# Дом Абамелек-Лазарева (Миллионная, 24)

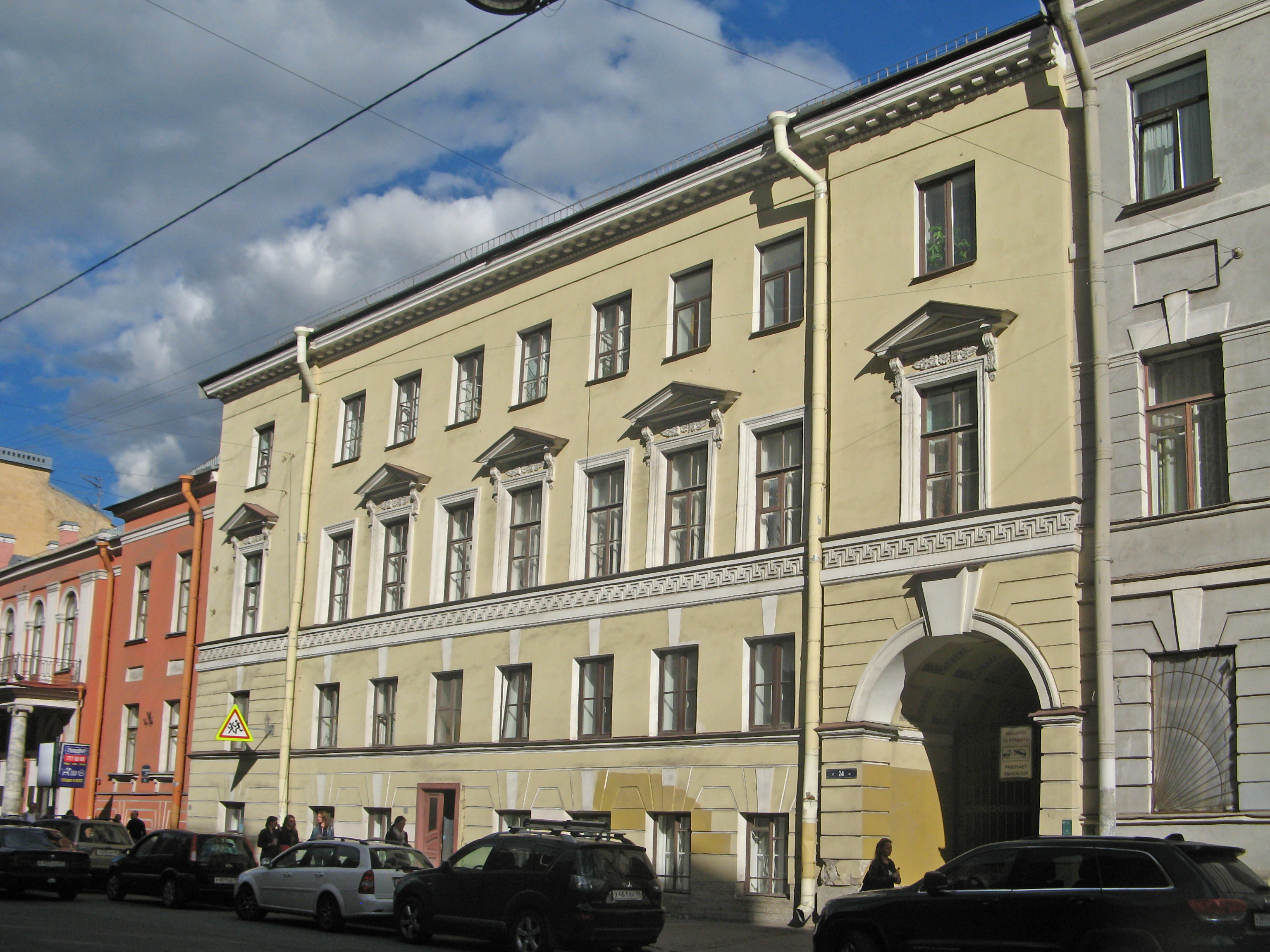
Фасад со стороны Миллионной улицы

Дом Абамелек-Лазарева — название, которое носят два памятника архитектуры, два соседних здания. Объединены в одно здание в 1910-х годах. Расположены в Санкт-Петербурге, современный адрес дома, известного также как дом Макарова и дом Таировых — Миллионная улица, д. 24 (набережная р. Мойки, 23).
Изначально участок принадлежал Алексею Васильевичу Макарову, с начала XIX века им владела семья Таировых — купец Гавриил, далее его сын Лука. В 1836—1837 годах находившееся на участке здание перестраивал архитектор А. М. Камуцци. На 1849 год участком и домом владел купец Егор Дмитриевич Славный, в 1860-х годах — Елизавета Ивановна Славная (которая сама жила в квартире 15 этого дома).
В 1911 году С. С. Абамелек-Лазарев купил дом 24. Четырёхэтажное квартирное здание, выходящее на набережную Мойки, по желанию владельца было сломано, и в 1913—1915 годах архитектор И. А. Фомин построил новый дом. Условия строительства были сложными, место было узкое, хотя соседние участки принадлежали тому же владельцу, соблюдались исторически сложившиеся границы участков. В застройке набережной Мойки соседствовали крупные многоквартирные дома, старинные особняки и безликие здания XVIII века.
Фасад со стороны Мойки по всем трём этажам декорирован коринфскими пилястрами и барельефами. На парапете особняка стояло шесть ваз, поставленные по воле заказчика против воли архитектора и впоследствии, после эмиграции владельца, убранные согласно замыслу архитектора в 1970х годах. Пилястры стоят на невысоком гранитном цоколе, массивный антаблемент завершается над карнизом глухим парапетом. Окна разной величины на разных этажах.
Во внутренних помещениях используются естественный и искусственный мрамор, роспись, декоративная скульптура. Ключевым пожеланием заказчика к архитектору было наличие двух просторных парадных интерьеров, столовой и театрального зала. В квадратном помещении столовой есть полукруглая ниша с хорами для музыкантов, отделённая от остального помещения двумя ионическими колоннами, помещение отделано светло-зелёным искусственным мрамором. Двери белые, с золочёными украшениями, в центре каждой из боковых стен размещались панно, живописью был украшен потолок. Паркет наборный. В театральном зале использован для отделки белый искусственный мрамор, есть лепные сандрики, жёлто-розовые пилястры, на перекрытии — панно «Аполлон на квадриге» У. А. Боданинского. Колонны зала, как и на фасаде, относятся к коринфскому ордеру. Наличники дверей украшены изображениями грифонов. Вестибюль небольшой, прямоугольный, окружён по периметру дорическими колоннами и пилястрами, облицованными тёмно-жёлтым искусственным мрамором. Парадная лестница завершена кессонированным сводом, её верхняя площадка ведёт в столовую, три больших окна которой выходят на главный фасад.
Мария Павловна (урождённая Демидова), супруга Абамелека-Лазарева, устраивала в доме вечера классического балета (она сама была балериной), концерты, встречи с артистами, писателями, музыкантами, композиторами и художниками.
7 февраля 2023 года в здании открылся музей спорта.

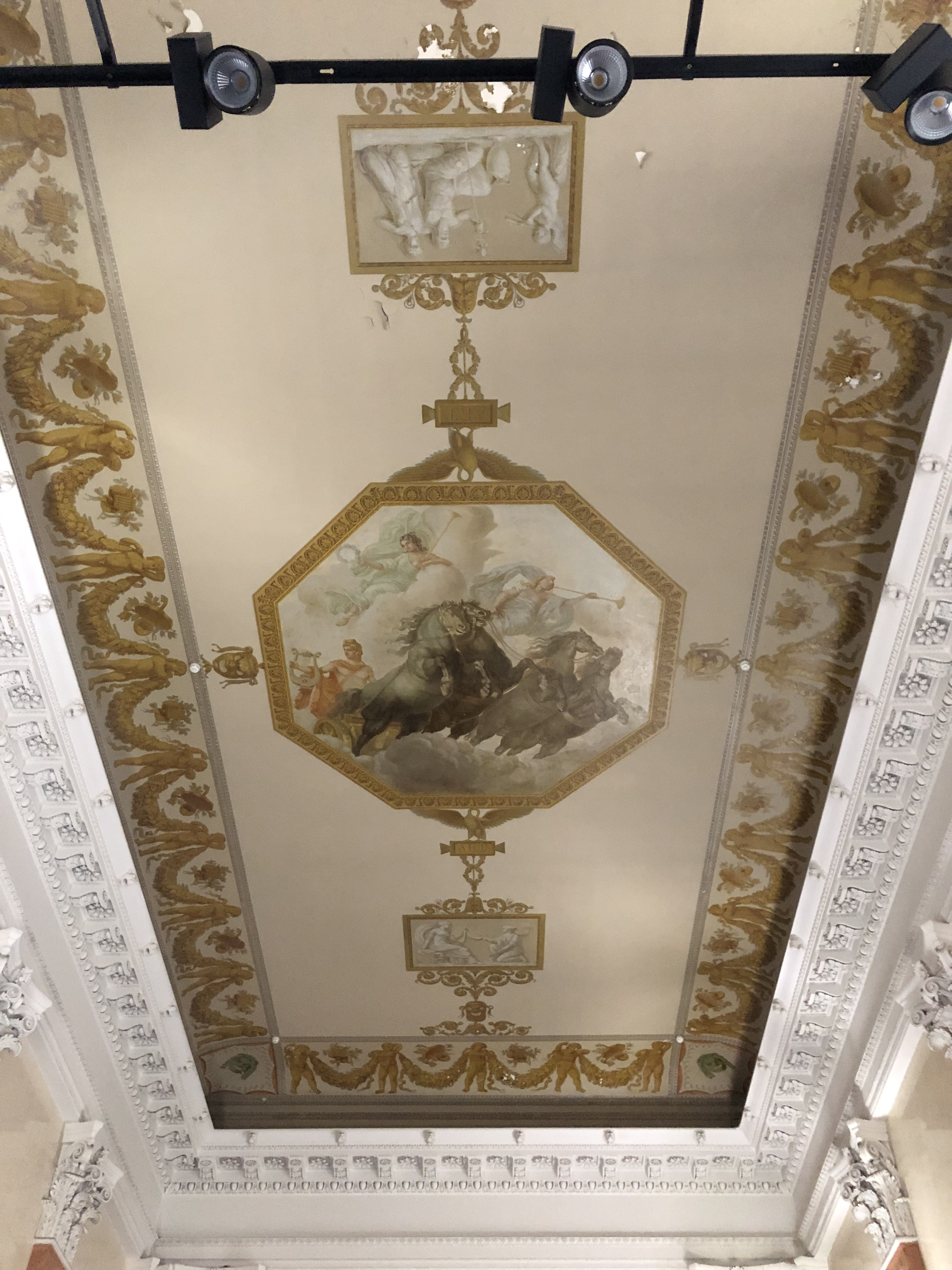
Панно «Аполлон на квадриге» У. А. Боданинского в Театральном зале
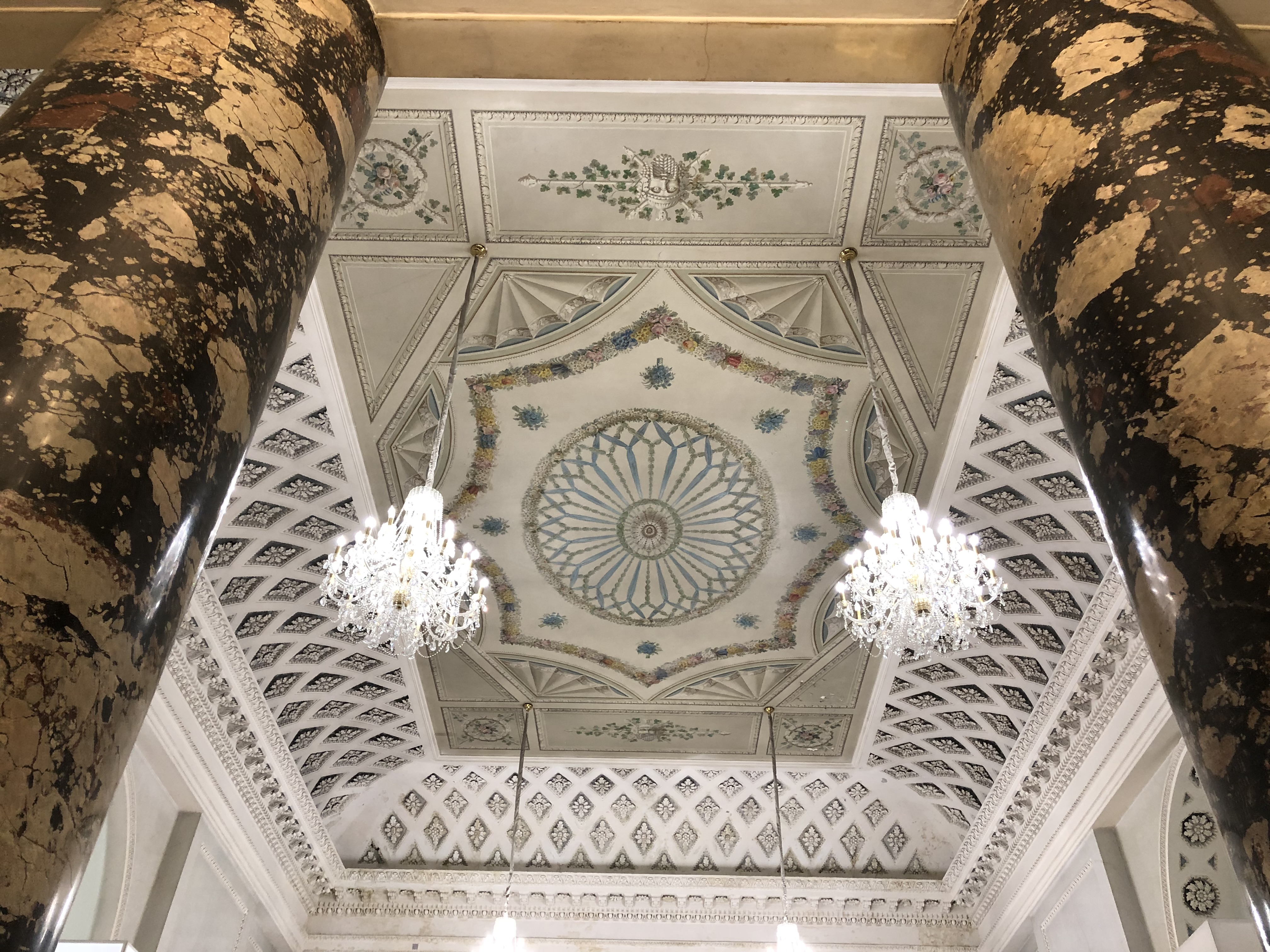
Потолок столовой, вид из ниши для музыкантов
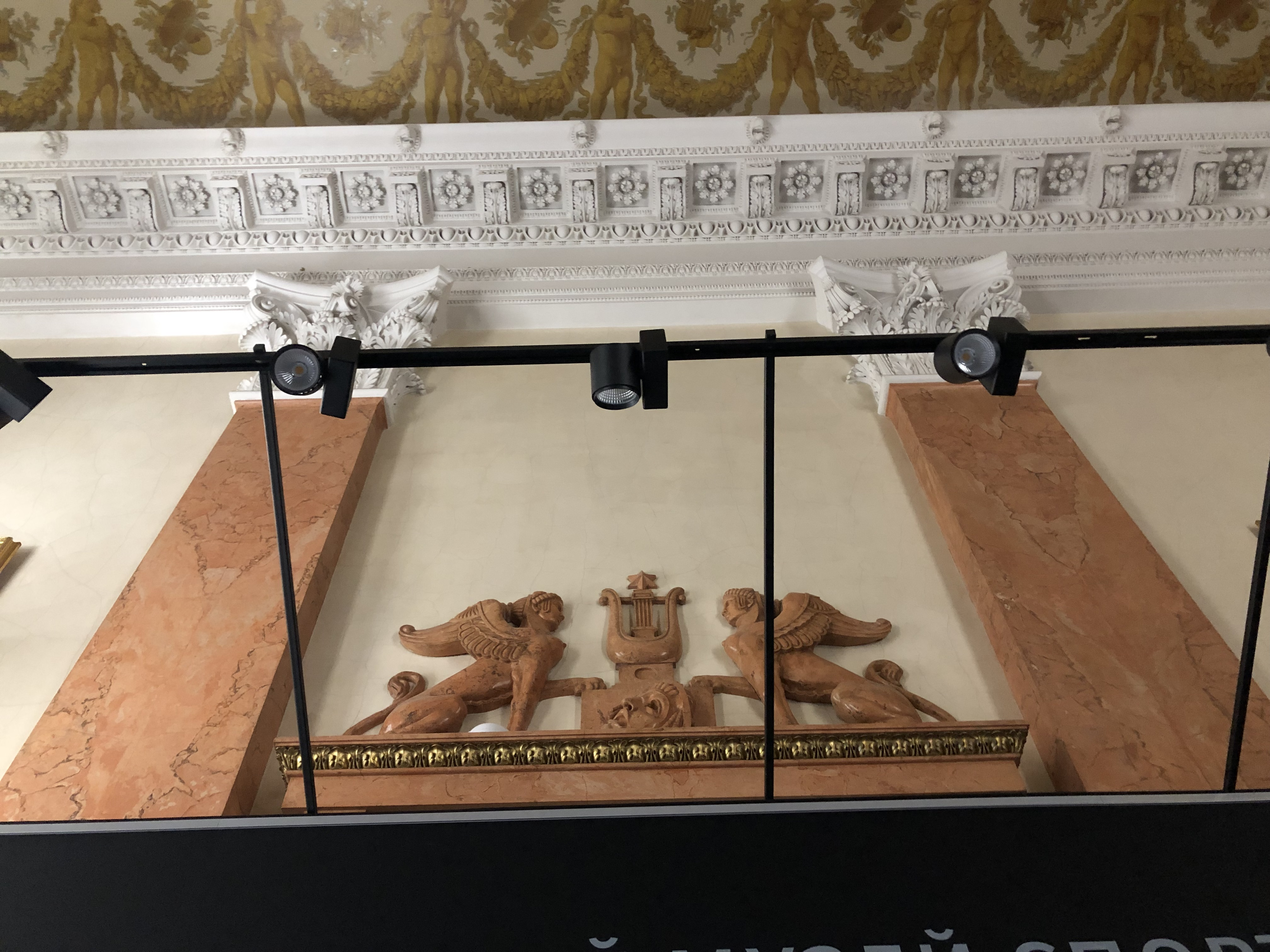
Украшающие дверь грифоны